# Factorio
Factorio és un videojoc de simulació de construcció i administració desenvolupat i publicat per l'estudi txec Wube Software. El joc es va anunciar mitjançant una campanya de micromecenatge a Indiegogo el 2013 i es va publicar per a Windows, macOS i Linux el 14 d'agost de 2020, després de quatre anys de desenvolupament en fase d'accés anticipat. Es va publicar per a Nintendo Switch el 28 d'octubre de 2022.
El joc consisteix en controlar un enginyer que ha estavellat la seva nau espacial en un planeta alienígena desconegut i ha d'obtenir recursos i crear una indústria automatitzada que li construeixi un coet per a escapar del planeta. Tanmateix, com que és un joc de sandbox, es pot continuar la partida després del final de la història, millorant la fàbrica i augmentant-ne la producció de coets. Hi ha modes per a un jugador i multijugador, així com vuit escenaris de joc addicionals.
Està previst publicar una expansió del joc anomenada Factorio: Space Age el 21 d'octubre de 2024.

## Estil de joc
Factorio és un joc centrat en l'extració de recursos i la producció automatitzada, amb elements d'estratègia en temps real i de supervivència. La seva idea original està molt influenciada pels mods BuildCraft i IndustrialCraft del videojoc Minecraft. El jugador sobreviu localitzant i extraient recursos per crear objectes i màquines, que al seu torn creen materials més avançats que permeten la progressió a tecnologies i màquines més sofisticades. El joc avança a mesura que el jugador continua construint i gestionant el seu sistema de fabricació, automatitzant els processos de mineria, transport i muntatge de recursos i productes. També és necessari destinar recursos a la recerca de tecnologies avançades que permetin crear noves i millors estructures i materials, començant per amb una automatització bàsica i, progressivament, desenvolupant eines com ara la refineria de petroli, robots de transport i de construcció, i exoesquelets motoritzats.
El joc inclou un sistema de plànols (blueprint), que permet als jugadors crear plànols reutilitzables de components de la seva fàbrica. Aquests plànols permeten la còpia de parts d'una fàbrica o de fàbriques senceres, i la seva reconstrucció en altres llocs de la partida actual o de qualsevol altra.
En principi, la partida es «guanya» quan s'aconsegueix llançar un coet. La construcció d'un coet requereix una quantitat massiva de recursos en comparació amb l'estat inicial, cosa que promou haver de crear una fàbrica eficaç que pugui aconseguir aquest objectiu. No obstant això, és possible seguir jugant la partida després de llançar el coet, de manera que passa a ser un joc sense final (sandbox), buscant només la satisfacció personal de construir una fàbrica encara més productiva.

### Combat
El jugador també es troba amb la necessitat de defensar-se ell mateix i la seva fàbrica de la fauna autòctona del planeta, composta per «mossegadors», «escopidors» i «cucs», que viuen en colònies que el jugador pot destruir per a evitar que es desenvolupin més enemics. A mesura que la fàbrica del jugador genera emissions contaminants, els enemics evolucionen i esdevenen més i més hostils, per la qual cosa cal anar en compte de mantenir l'equilibri entre l'expansió industrial i l'agressivitat dels enemics. La recerca en ciència militar pot proporcionar al jugador noves armes com torretes defensives, tancs i fins i tot armes nuclears. Per altra banda, la recerca en tecnologia ambiental i desenvolupament sostenible permeten de reduir la pol·lució.
També hi ha la possibilitat de configurar el joc en mode «pacífic» al començar una partida, per a aquells jugadors que no gaudeixen amb el combat i prefereixen una experiència centrada només en la construcció.

### Multijugador
El mode multijugador permet que diverses persones juguin plegades de manera cooperativa o competitiva, tant en una xarxa local com a través d'Internet. Factorio admet tant servidors dedicats com servidors d'escolta allotjats pels jugadors. Originalment, el joc utilitzava connectivitat peer-to-peer, però posteriorment es va substituir per alternatives més robustes. Els fitxers de partida desada es poden carregar tant en mode d'un jugador o com en multijugador. Per defecte, tots els jugadors d'un servidor comparteixen la recerca tecnològica, llevat de si l'amfitrió ha establert un sistema d'equips. El foc amic és present. Els jugadors poden compartir plànols de construcció entre ells amb una biblioteca pública de plànols del servidor.

## Mods
Factorio està dissenyat per ser personalitzable mitjançant mods que incorporin contingut addicional de joc o retexturació dels elements visuals. Els desenvolupadors ofereixen un portal en línia al lloc web del joc on els desenvolupadors de mods puguin allotjar-los i fer-los públics. A més, el propi joc incorpora un gestor de mods que permet als jugadors descarregar-los ràpidament i verificar-ne les dependències i compatibilitats. Els mods estan escrits en el llenguatge de programació Lua.

## Desenvolupament
El seu desenvolupament va començar a mitjan 2012, originalment per una sola persona, però de seguida ja es va crear un equip amb ganes de fer el videojoc. Això va desembocar, el setembre de 2014 en la fundació a Praga de l'empresa Wube Software pels programadors txecs Michal Kovařík i Tomáš Kozelek, i l'il·lustrador barceloní Albert Bertolín i Soler. Per a finançar el joc, van iniciar una campanya de micromecenatge a Indiegogo, que va començar el 31 de gener de 2013 i va concloure el 3 de març de 2013. La campanya va ser un èxit aconseguint 21.626€, superant el seu objectiu inicial de 17.000€. Quan la creació del joc ja estava més avançada, Wube va posar a la venda l'accés anticipat al joc per a seguir recaptant fons durant el procés de desenvolupament. El llançament del tràiler del joc l'abril del 2014 va impulsar-ne la xifra de vendes. A data de febrer de 2024, l'equip de Wube consta de 31 treballadors.
Michal Kovařík, el dissenyador principal del joc, esmenta els mods IndustrialCraft i BuildCraft del conegut videojoc Minecraft com a inspiració durant el desenvolupament de Factorio.
El joc es va publicar a Steam com a accés anticipat el 25 de febrer de 2016, però ja s'havia pogut anar descarregant al web oficial des del començament del desenvolupament. La publicació definitiva del joc ja sense accés anticipat va ser el 14 d'agost de 2020. Les previsions inicials eren de publicar-lo el 25 de setembre de 2020, però es van avançar un mes per a no competir amb el llançament de Cyberpunk 2077, que en aquells moments estava programat per al 17 de setembre de 2020. El febrer de 2021, els desenvolupadors van anunciar que estaven desenvolupant un paquet d'expansió. També es va anunciar que el joc base incorporaria una actualització important coincidint amb el llançament del paquet d'expansió. El nom de l'expansió, Space Age, i la seva temàtica es van revelar l'agost de 2023. El llançament de l'expansió serà el 21 d'octubre de 2024.
Una versió del joc per a Nintendo Switch es va publicar el 28 d'octubre de 2022. Aquesta versió, però, no permet la instal·lació de mods.